# Кроа сир Урк
Кроа сир Урк (фр. Croix-sur-Ourcq) насеље је и општина у североисточној Француској у региону Пикардија, у департману Ен (Пикардија) која припада префектури Шато Тјери.
По подацима из 2011. године у општини је живело 124 становника, а густина насељености је износила 11,87 становника/km². Општина се простире на површини од 10,45 km². Налази се на средњој надморској висини од 136 метара (максималној 204 m, а минималној 100 m).

## Демографија
| 1962. | 1968. | 1975. | 1982. | 1990. | 1999. | 2011. |
| ----- | ----- | ----- | ----- | ----- | ----- | ----- |
| 119   | 124   | 96    | 108   | 117   | 91    | 124   |

График промене броја становника у току последњих година